# أليكاسندر بوركوفيتش
أليكاسندر بوركوفيتش (بالألمانية: Alexandar Borkovic) (مواليد 11 يونيو 1999) هو لاعب كرة قدم نمساوي يلعب كمدافع في نادي هوفنهايم.

## روابط خارجية
- أليكاسندر بوركوفيتش على موقع قاعدة بيانات كرة القدم.إي يو (الإنجليزية)
- أليكاسندر بوركوفيتش على موقع Soccerway.com (الإنجليزية)
- أليكاسندر بوركوفيتش على موقع عالم كرة القدم.نت (الإنجليزية)
- أليكاسندر بوركوفيتش على موقع AS.com (الإسبانية)